# Totally Spies!-afsnit
Totally Spies! er en fransk-canadisk tegnefilmserie på 156 afsnit fordelt på seks sæsoner, der oprindeligt blev sendt fra 2001 til 2013. Serien handler om de tre teenagepiger Sam, Clover og Alex, der arbejder som hemmelige agenter på for organisationen WOOHP, der sender dem ud på missioner til både virkelige og fiktive steder for at redde verdenen. I hvert afsnit er der desuden en sidehistorie, hvor pigerne beskæftiger sig med gymnasielivet, kærlighed og dagligdags problemer. De fleste afsnit er afsluttede i sig selv. I sæson 3, også kaldet Totally Spies! Undercover, flytter pigerne ind i en fælles villa, og i slutningen af sæsonen bliver de forfremmet til superspioner, hvilket de omtales som i sæson 4. I sæson 5 kommer pigerne på universitetet.
Totally Spies! startede 3. november 2001 på ABC Family. Efterfølgende fik den premiere i Europa på kanaler så som Tysklands ProSieben, Frankrigs TF1 og Storbritanniens Channel 4 i løbet af foråret 2002. Serien blev flyttet til Cartoon Network i efteråret 2003, hvor den nød stor popularitet, og fortsatte med i alt fem sæsoner indtil 2008. I 2013 blev serien forlænget med en sjette sæson, der havde premiere ved et arrangement ved Versaillespaladset, og som efterfølgende blev sendt på forskellige europæiske tv-kanaler fra 4. september 2013.
Generelt er serien blev sendt på en række forskellige kanaler verden over, herunder TF1 i Frankrig, Teletoon i Canada, Cartoon Network i USA og Nordamerika Rede Globo i Brasilien, og Disney Channel samt Nickelodeon i Asien, Afrika og Europa (tidligere Fox Kids og Jetix). Desuden er der lavet en lang tegnefilm, Totally Spies! The Movie, i 2009, og en spin-off-serie, The Amazing Spiez!, i 2009-2012.
Seriens primære forfattere var Robert og Michelle Lamoreaux, der havde base i Los Angeles, og som havde arbejdet på Nickelodeon-serier. Introsangen i de to første sæsoner er "Here We Go" af Moonbaby (Miranda Cooper og Brian Higgins), men med let ændret tekst, så den passer til serien. I sæson 3-5 afspilles kun musikken. I sæson 3-4 afsluttes afsnittene med, at en af pigerne taler til kameraet. Den sjette sæson bruger en anden introsang.

## Overblik
| Sæson | Sæson | Afsnit | Sendt første gang  | Sendt første gang  |
| Sæson | Sæson | Afsnit | Første afsnit      | Sidste afsnit      |
| ----- | ----- | ------ | ------------------ | ------------------ |
|       | 1     | 26     | 3. november 2001   | 15. juni 2002      |
|       | 2     | 26     | 7. april 2003      | 6. juli 2003       |
|       | 3     | 26     | 12. september 2004 | 1. maj 2005        |
|       | 4     | 26     | 13. marts 2006     | 22. september 2006 |
|       | 5     | 26     | 15. april 2007     | 10. februar 2008   |
|       | 6     | 26     | 19. juni 2013      | 3. oktober 2013    |

## Afsnit
Afsnittene er oplistet i rækkefølge efter produktionsnumre. Tv-stationerne, herunder danske TV 2 og Jetix, sendte afsnittene i sæson 1 i en anden rækkefølge, i det Jetix dog benyttede produktionsnumrene på deres hjemmeside. Også enkelte afsnit i sæson 2 og 3 og 4 blev oprindeligt sendt i anden rækkefølge. Det har givet anledning til en del alternative afsnitsnumre, der derfor også er gengivet i det følgende.
Afsnit 1-8 er udsendt på DVD med dansk tale og afsnit 2, 6, 10 og 11 tilsvarende på miniDVD.

### Sæson 1 (2001-2002)
| Nr. | Alt. nr. | Originaltitel Dansk titel                                                   | Første sendedag   |
| --- | -------- | --------------------------------------------------------------------------- | ----------------- |
| 1 | 1        | "A Thing For Musicians" "Sød musik"                                         | 3. november 2001  |
| Pigerne går undercover som opvarmningsband for Ricky Mathis for at undersøge, hvorfor hans fans bliver helt hysteriske.                                                          |          |                                                                             |                   |
| 2 | 12       | "Queen For A Day" "Dronning for en dag"                                     | 9. februar 2002   |
| Nogle vil kidnappe dronningen af Lyrobia. Clover agerer stand-in. |          |                                                                             |                   |
| 3 | 2        | "The New Jerry" "Den nye Jerry"                                             | 4. november 2001  |
| Jerry er gået på pension, men der er noget mærkeligt ved hans afløser. |          |                                                                             |                   |
| 4 | 3        | "The Get Away" "Ude på vulkaner"                                            | 10. november 2001 |
| Jerry sender pigerne på en tiltrængt ferie til Hawaii, men her er en vulkanforsker forsvundet.                                                                                   |          |                                                                             |                   |
| 5 | 6        | "Eraser" "Slet alt"                                                         | 8. december 2001  |
| Mystiske væsener dukker op af havet og suger folks hukommelse ud af hovedet. |          |                                                                             |                   |
| 6 | 4        | "Stuck In The Middle Ages With You" "Fanget i Middelalderen sammen med dig" | 17. november 2001 |
| Pigerne forfølger en skurk til Middelalderens England, hvor han vil erobre tronen. Originaltitlen er en hentydning til sangen Stuck in the Middle with You af Stealers Wheel.    |          |                                                                             |                   |
| 7 | 8        | "Abductions" "Bortførelser"                                                 | 5. januar 2002    |
| Pigerne er på sporet af en skurk, der kidnapper verdens klogeste hoveder. Kan pigerne stoppe ham før, at han får fat i dem?                                                      |          |                                                                             |                   |
| 8 | 5        | "Child's Play" "Legesyge voksne"                                            | 1. december 2001  |
| Noget mystisk legetøj får voksne til at opføre sig som legesyge børn. |          |                                                                             |                   |
| 9 | 7        | "The Fugitives" "På flugt"                                                  | 15. december 2001 |
| Pigerne dukker op hos WOOHP for at få deres nye mission men bliver chockerede, da de ser en hemmelig videooptagelse af dem selv i gang med at røve en bank! Er det virkelig dem? |          |                                                                             |                   |
| 10 | 9        | "Model Citizens" "Perfekte modeller"                                        | 12. januar 2002   |
| En række modeller bliver kidnappet. Det viser sig at kidnapperen udbytter kropsdele.                                                                                             |          |                                                                             |                   |
| 11 | 10       | "Spy Gladiators" "Spioner og gladiatorer"                                   | 19. januar 2002   |
| Pigerne deltager i et realityshow med gladiatorer, hvor kampene er alt andet end simulerede.                                                                                     |          |                                                                             |                   |
| 12 | 11       | "Silicon Valley Girls" "Pigerne fra Silicon Valley"                         | 26. januar 2002   |
| En ondsindet computer angriber de folk, der har gjort dens herre fortræd. |          |                                                                             |                   |
| 13 | 21       | "Passion Patties" "Kagedille"                                               | 11. maj 2002      |
| En småkagefabrikants nye småkager gør folk afhængige og ekstremt tykke. |          |                                                                             |                   |
| 14 | 13       | "Shrinking" "Krympning"                                                     | 2. marts 2002     |
| Nogle formindskede skurke formindsker seværdigheder Jorden rundt. |          |                                                                             |                   |
| 15 | 14       | "Aliens"                                                                    | 9. marts 2002     |
| Har aliens kidnappet mennesker, eller står der mennesker bag? |          |                                                                             |                   |
| 16 | 15       | "Wild Style" "Vild mode"                                                    | 16. marts 2002    |
| Et kydstogtskib forsvinder, og da pigerne finder passagererne, er de forvandlet til dyr.                                                                                         |          |                                                                             |                   |
| 17 | 16       | "Black Widows" "De sorte enker"                                             | 23. marts 2002    |
| Et heppekor forsvinder. Står en af konkurrenterne bag? |          |                                                                             |                   |
| 18 | 18       | "Evil Boyfriend" "Ond kæreste"                                              | 6. april 2002     |
| Sam forelsker sig i en ny dreng, der desværre vil stjæle et usynlighedsserum. |          |                                                                             |                   |
| 19 | 19       | "Game Girls" "Piger på spil"                                                | 20. april 2002    |
| En skurk indfanger sportsstjerner i et livsfarligt computerspil. |          |                                                                             |                   |
| 20 | 17       | "Spies vs. Spies" "Spion mod spion"                                         | 30. marts 2002    |
| Tre gamle agenter vender tilbage efter års fravær. Men måske har de ikke reelle hensigter.                                                                                       |          |                                                                             |                   |
| 21 | 24       | "Do You Believe In Magic?" "Tror du på magi?"                               | 1. juni 2002      |
| En formodet afdød tryllekunstners trick bliver brugt til at stjæle et maleri. |          |                                                                             |                   |
| 22 | 23       | "Malled" "Centret"                                                          | 25. maj 2002      |
| Shoppere bliver kidnappet fra centre Verden over og forvandlet til terrorister.                                                                                                  |          |                                                                             |                   |
| 23 | 22       | "Soul Collector" "Sjælesamler"                                              | 18. maj 2002      |
| En skurk stjæler ungdom fra børn, så han kan leve evigt. |          |                                                                             |                   |
| 24 | 26       | "Man Or Machine" "Menneske eller maskine"                                   | 15. juni 2002     |
| En skurk udskifter statsoverhoveder med robotter, der omdanner Verden til en livsfarlig forlystelsespark.                                                                        |          |                                                                             |                   |
| 25 | 25       | "Iceman Cometh" "Ismanden kommer"                                           | 8. juni 2002      |
| Skurken Dr. Gelee vil nedfryse hele Verden. Pigerne må stoppe ham, før alt er sneet til.                                                                                         |          |                                                                             |                   |
| 26 | 20       | "A Spy Is Born – part 1" "En spion er født – 1"                             | 4. maj 2002       |
| Filminstruktøren Lumiere kidnapper filmstjerne til sine livsfarlige filmoptagelser.                                                                                              |          |                                                                             |                   |

### Sæson 2 (2003-2004)
Sæson 2 minder i stil om sæson 1, men i episode 31 introduceres seerne til David, som siden dukker op i en række af sæson 2's sidehistorier.
| Nr. | Alt. nr. | Originaltitel Dansk titel                                            | Første sendedag   |
| --- | -------- | -------------------------------------------------------------------- | ----------------- |
| 27 | 52       | "A Spy Is Born – part 2" "En spion er født – 2"                      | 5. september 2004 |
| Lumiere kidnapper Alex og tvinger Sam og Clover til at følge hans livsfarlige ledetråde.                                                                                 |          |                                                                      |                   |
| 28 | 28       | "I Want My Mummy" "Hit med min mumie"                                | 8. april 2003     |
| En arkæolog forsvinder i jagten på en magisk amulet. |          |                                                                      |                   |
| 29 | 29       | "Evil Hair Salon" "Den onde frisørsalon"                             | 15. april 2003    |
| En frisørsalon kidnapper kunderne og får deres hår til at vokse ekstremt.                                                                                                |          |                                                                      |                   |
| 30 | 30       | "The Yuck Factor" "Det bare for ulækkert"                            | 22. april 2003    |
| En skurk krymper sig, så han kan komme ind i Jerrys hjerne. Pigerne må derind for at stoppe ham.                                                                         |          |                                                                      |                   |
| 31 | 31       | "It’s How You Play the Game" "Mens legene er gode"                   | 29. april 2003    |
| Zanzibar klarer sig fantastisk ved vinter-OL. Men måske er træneren lidt for dygtig.                                                                                     |          |                                                                      |                   |
| 32 | 32       | "Here Comes The Sun" "Sol sol kom igen"                              | 6. maj 2003       |
| En tidligere skønhedsdronning flytter rundt på Solens stråler for at sætte gang i solcremesalget. Originaltitlen er et ordspil på The Beatles-sangen Here Comes the Sun. |          |                                                                      |                   |
| 33 | 33       | "Green With N.V." "En duft af kærlighed"                             | 13. maj 2003      |
| En parfume får mænd til at forlade deres koner til fordel for en skurk.                                                                                                  |          |                                                                      |                   |
| 34 | 34       | "Boy Bands Will Be Boy Bands" "En gang drengeband, altid drengeband" | 20. maj 2003      |
| Medlemmerne i et drengeband forsvinder, og når de kommer tilbage, er de forandrede. Originaltitlen er et ordspil på udtrykket "Boys will be boys".                       |          |                                                                      |                   |
| 35 | 35       | "I Dude" "Jeg flipper"                                               | 27. maj 2003      |
| 36 | 36       | "Mommies Dearest" "Du kære mor"                                      | 10. juni 2003     |
| Pigerne tager deres mødre med på et kursted men pludselig forandrer mødrene sig.                                                                                         |          |                                                                      |                   |
| 37 | 37       | "Zooney World" "Zooney styrer"                                       | 17. juni 2003     |
| Et fjernsynsshow får børn til at forsvinde. Pigerne må undersøge det, uden at Clovers mor opdager det.                                                                   |          |                                                                      |                   |
| 38 | 38       | "First Brat" "Ballademager i Det hvide hus"                          | 24. juni 2003     |
| Pigerne skal babysitte præsidentens umulige datter, som imidlertid bliver kidnappet.                                                                                     |          |                                                                      |                   |
| 39 | 39       | "W.O.W."                                                             | 21. april 2004    |
| Lederen af en søsterorganisation vil udrydde alle mænd og svage kvinder.                                                                                                 |          |                                                                      |                   |
| 40 | 40       | "Stark Raving Mad" "Disco med drøn på"                               | 28. april 2004    |
| Skurken Sebastian afholder vilde fester, hvor musikken får folk til at gå amok.                                                                                          |          |                                                                      |                   |
| 41 | 27       | "Starstruck" "Stjerneskud"                                           | 1. april 2003     |
| En skuespiller forsvinder. Jerry giver modvilligt pigerne lov til at bruge WOOHP's ressourcer til at finde ham.                                                          |          |                                                                      |                   |
| 42 | 41       | "S.P.I."                                                             | 5. maj 2004       |
| En ny agentorganisation dukker op, men Sam synes, de er lidt for dygtige.                                                                                                |          |                                                                      |                   |
| 43 | 42       | "Animal World" "Dyrenes verden"                                      | 12. maj 2004      |
| En zoolog gør dyr menneskelignende, men det løber hurtigt løbsk. |          |                                                                      |                   |
| 44 | 43       | "Nature Nightmare" "Mareridt i naturen"                              | 19. maj 2004      |
| Folk forsvinder i en mørk skov, hvor der er noget rivende galt med naturen.                                                                                              |          |                                                                      |                   |
| 45 | 44       | "Alex Quits" "Alex siger op"                                         | 26. maj 2004      |
| Alex forkludrer flere missioner, og da den nye agent Britney dukker op, ender hun med at sige op.                                                                        |          |                                                                      |                   |
| 46 | 45       | "Totally Switched" "En ny personlighed"                              | 2. juni 2004      |
| En psykiater finder ud af at ombytte folks personligheder, inkl. Clovers og Jerrys.                                                                                      |          |                                                                      |                   |
| 47 | 47       | "Ski Trip" "Skiferie"                                                | 23. juni 2004     |
| Dr. Gelee vil hævne sig på pigerne men kommer til at kidnappe Mandy ved en fejl.                                                                                         |          |                                                                      |                   |
| 48 | 46       | "The Elevator" "Elevatoren"                                          | 16. juni 2004     |
| Pigerne bliver fanget i en elevator. Her mindes de gode og dårlige oplevelser.                                                                                           |          |                                                                      |                   |
| 49 | 48       | "Matchmaker" "Giftekniv"                                             | 7. juli 2004      |
| Piger bliver forelsket i drømmefyre på stribe, men Clover, der er på kærestekur, synes der er noget påfaldende ved det.                                                  |          |                                                                      |                   |
| 50 | 49       | "Brain Drain" "Hjernefjerner"                                        | 14. juli 2004     |
| Et quizshow får deltagernes hukommelse til at forsvinde. |          |                                                                      |                   |
| 51 | 50       | "Fashion Faux Pas" "Overraskende mode"                               | 21. juli 2004     |
| Helga Von Guggen er tilbage med en kollektion af tøj, der ikke er til at tage af.                                                                                        |          |                                                                      |                   |
| 52 | 51       | "Toying Around" "Farlig leg"                                         | 28. juli 2004     |
| Legetøj bliver levende og vil overtage Verden. Pigerne får dog hjælp af legetøjsproducenten.                                                                             |          |                                                                      |                   |

### Sæson 3 (2004-2005)
I sæson 3 flytter pigerne sammen i et drømmehus, mens Jerry får en ny assistent i form af robotsystemet Lizzie. Samtidig fik serien en ny intro uden sang, mens slutningen blev udskiftet med individuelle klip, hvor pigerne på skift taler til kameraet. Et gennemgående træk for sæson 3 er derudover, at de fleste afsnits originaltitler ender på Much? – et spil på Clovers udtryk much (for meget). I den danske oversættelse er titlerne imidlertid omskrevet, så udtrykket er faldet bort.
| Nr. | Alt. nr. | Originaltitel Dansk titel                              | Første sendedag    |
| --- | -------- | ------------------------------------------------------ | ------------------ |
| 53 | 53       | "Physics 101 Much?" "Elementær fysik"                  | 12. september 2004 |
| En skurk vil skabe en verden uden tyngdekraft.                                                               |          |                                                        |                    |
| 54 | 54       | "Freaky Circus Much?" "Vanvittigt cirkus"              | 19. september 2004 |
| Folk forsvinder i et cirkus og bliver forvandlede med dyrehoveder.                                           |          |                                                        |                    |
| 55 | 55       | "Computer Creep Much?" "Computere og zombier"          | 26. september 2004 |
| En computervirus forvandler folk til zombier.                                                                |          |                                                        |                    |
| 56 | 56       | "Space Much?" "Nyt fra rummet?"                        | 3. oktober 2004    |
| En gal astrolog bombardere Jorden med meteoritter. Pigerne må stoppe hende og trodse deres nye barnepige.    |          |                                                        |                    |
| 57 | 60       | "Morphing Is Sooo 1987" "At morfe er yt"               | 14. november 2004  |
| Tim Scam er tilbage og denne gang med et materiale, der kan danne livsfarlige kloner.                        |          |                                                        |                    |
| 58 | 57       | "Evil Coffee Shop Much?" "Grums i kaffen"              | 7. november 2004   |
| Mandy bliver spion og mod pigernes vilje kommer hun med på en mission til en tvivlsom cafe.                  |          |                                                        |                    |
| 59 | 58       | "Forward To The Past" "Fremad til fortiden"            | 10. oktober 2004   |
| Skurken Super Fed rejser frem og tilbage i tiden med onde hensigter.                                         |          |                                                        |                    |
| 60 | 59       | "Planet Of The Hunks" "Lækre skår i gladiatorburet"    | 17. oktober 2004   |
| Flere mænd bliver kidnappet og ført til en gladiatorarena med robotgladiatorer.                              |          |                                                        |                    |
| 61 | 62       | "Super Nerd Much?" "Supernørd eller hvad"              | 28. november 2004  |
| Ved et uheld får Arnold fat i en skurks sten der suger coolhed ud af folk. Men skurken vil have den tilbage. |          |                                                        |                    |
| 62 | 61       | "The Incredible Bulk" "Store bøffer"                   | 21. november 2004  |
| En skurk fodrer stærke mænd med chokoladebarer, der får dem til at svulme op.                                |          |                                                        |                    |
| 63 | 63       | "Dental? More Like Mental?" "Tandlægeskræk"            | 5. december 2004   |
| En gal tandlæge forvandler sine patienter til galninge.                                                      |          |                                                        |                    |
| 64 | 64       | "Escape From WOOHP Island" "Flugten fra WOOHP-øen"     | 12. december 2004  |
| Britney styrter ned på en fangeø. Pigerne må redde hende, før øen eksploderer.                               |          |                                                        |                    |
| 65 | 65       | "Scam Camp Much?" "Lejrskolen"                         | 19. december 2004  |
| Pigerne infiltrerer en lejrskole for talentfulde unge, der får stjålet deres talenter.                       |          |                                                        |                    |
| 66 | 66       | "Evil G.L.A.D.I.S. Much?" "Ond Lizzie"                 | 29. december 2004  |
| Midt under WOOHP's julefest går Lizzie amok. Pigerne og Jerry må stoppe hende.                               |          |                                                        |                    |
| 67 | 67       | "Superagent Much?" "Superagent"                        | 2. januar 2005     |
| Clover bliver forandret og bliver en påfaldende dygtig agent. Sam og Alex undersøger, hvad der sker.         |          |                                                        |                    |
| 68 | 68       | "Evil Airlines Much?" "Det onde flyselskab"            | 9. januar 2005     |
| Clover kommer med på et kæmpefly med kendte mennesker. Men piloten vil aldrig lande.                         |          |                                                        |                    |
| 69 | 69       | "Creepy Crawly Much?" "Myrekrybende kryb"              | 23. januar 2005    |
| En skurk sætter myrehære ind mod militærbaser. Og han vil gøre Alex til sin dronning.                        |          |                                                        |                    |
| 70 | 70       | "Truth Or Scare" "Sandhed eller vanvid"                | 16. januar 2005    |
| En bladudgiver kidnapper og sprøjter sine interviewofre med sandhedsserum.                                   |          |                                                        |                    |
| 71 | 71       | "Feng Shui Is Like Sooo Passe" "Feng Shui er bare yt"  | 30. januar 2005    |
| En guru forvandler Jerry og gør ham passiv, til trods for at hele verden bliver ommøbleret.                  |          |                                                        |                    |
| 72 | 72       | "Evil Valentine's Day" "Kærlighed med forhindringer"   | 13. marts 2005     |
| Jerry skal giftes med Myrna Beesbottom, men hun har ondt i sinde.                                            |          |                                                        |                    |
| 73 | 73       | "Halloween"                                            | 27. februar 2005   |
| Pigerne babysitter en dreng til Halloween. Men Mandy kommer uheldigvis til at opvække en ond ånd.            |          |                                                        |                    |
| 74 | 74       | "Power Yoga Much?" "Yoga med smæk i"                   | 20. februar 2005   |
| En yogainstruktør hjernevasker sine kursister og får dem til at angribe folk.                                |          |                                                        |                    |
| 75 | 75       | "Head Shrinker Much?" "Skrumpehoveder"                 | 6. marts 2005      |
| En skurk forvandler folk til primitive hulefolk.                                                             |          |                                                        |                    |
| 76 | 76       | "Evil Promotion Much? – part 1" "Ond forfremmelse – 1" | 1. maj 2005        |
| Pigerne bliver forfremmet til superspioner, men først skal de trænes af Terence.                             |          |                                                        |                    |
| 77 | 77       | "Evil Promotion Much? – part 2" "Ond forfremmelse – 2" | 1. maj 2005        |
| Terence har beordet pigerne til at skaffe en microship fra Jerry og dræbe ham.                               |          |                                                        |                    |
| 78 | 78       | "Evil Promotion Much? – part 3" "Ond forfremmelse – 3" | 1. maj 2005        |
| Terence er en skurk, der vil tage magten over WOOHP's nye robothær.                                          |          |                                                        |                    |

### Sæson 4 (2006)
Med sæson 4 får pigerne jævnligt tilbagevendende modstandere i form af skurkeorganisationen LAMOS.
| Nr. | Alt. nr. | Originaltitel Dansk titel                                        | Første sendedag    |
| --- | -------- | ---------------------------------------------------------------- | ------------------ |
| 79 | 79       | "The Dream Teens" "Drømmedrenge"                                 | 13. marts 2006     |
| Terence m.fl. danner skurkeorganisationen LAMOS. Første angreb sker med nogle lækre drenge.                                   |          |                                                                  |                    |
| 80 | 80       | "Futureshock" "Fremtidschock"                                    | 14. marts 2006     |
| Ved et uheld sender en tidsmaskine pigerne frem til 2025, hvor Mandy hersker i Beverly Hills.                                 |          |                                                                  |                    |
| 81 | 81       | "I Hate The Eighties" "Jeg hader firserne"                       | 15. marts 2006     |
| Super Fed har opfundet en pistol, der omdanner Beverly Hills til hans personlige firserparadis                                |          |                                                                  |                    |
| 82 | 82       | "The O.P." "O.P."                                                | 16. marts 2006     |
| Ocean Paradise er en perfekt by efter borgmesterens mening. Pigerne er dog af en noget anden opfattelse.                      |          |                                                                  |                    |
| 83 | 86       | "Evil Jerry" "Ond Jerry"                                         | 29. marts 2006     |
| LAMOS forgifter Jerry med noget slik, der gør ham ond. Pigerne må gribe ind, før WOOHP bliver til LAMOS nye højborg.          |          |                                                                  |                    |
| 84 | 83       | "Alex Gets Schooled" "Alex på kostskole"                         | 17. marts 2006     |
| Alex bliver sendt på kostskole i England, hvor rektoren forvandler eleverne til menneskelige delfiner.                        |          |                                                                  |                    |
| 85 | 85       | "Attack Of The 50Ft Mandy" "Mandy invaderer"                     | 26. marts 2006     |
| Konkurencen om Miss Beverly Hills tager en uventet drejning, da Mandy forvandles til en 15 meter høj galning.                 |          |                                                                  |                    |
| 86 | 90       | "Deja Cruise" "Krydstogt med reprise"                            | 18. april 2006     |
| Pigerne er på krydstogt med WOOHPtanic. Men det er som et mareridt, der gentager sig.                                         |          |                                                                  |                    |
| 87 | 88       | "Arnold The Great" "Arnold den store"                            | 5. april 2006      |
| Arnold forsøger sig som superhelt. Det udnytter Geraldine Husk til at få ram på pigerne og Jerry med.                         |          |                                                                  |                    |
| 88 | 87       | "0067"                                                           | 12. april 2006     |
| Lumiere stikker af fra fængslet og narrer Jerry til at frosse alle berømte producere.                                         |          |                                                                  |                    |
| 89 | 84       | "Mime Your Own Business" "Pantomine"                             | 22. marts 2006     |
| En mimekunstner forvandler kendisser til mimekunstnere, så de kan værdsætte en mimekunstner.                                  |          |                                                                  |                    |
| 90 | 89       | "Mani-Maniac Much" "Neglebidende manicure"                       | 17. april 2006     |
| En mand kidnapper hans gamle kunder og forvandler dem til sine manicuresoldater, som ødelægger alle berømte manicurebutikker. |          |                                                                  |                    |
| 91 | 91       | "Evil Bouquets Are Sooo Passe" "Onde buketter er passé"          | 19. april 2006     |
| En ond dame forvandler smukke blomster til giftgasser for at hævne sig på alle drenge, som slår op med deres kærester.        |          |                                                                  |                    |
| 92 | 92       | "Evil Heiress Much?" "Ond arving"                                | 20. april 2006     |
| En rig kvinde kidnapper de, der er rigere, så hun selv bliver den rigeste og kommer i rampelyset.                             |          |                                                                  |                    |
| 93 | 94       | "Evil Ice Cream Man Much?" "Den onde ismand"                     | 5. maj 2006        |
| En ond ismand frosser teenagere, fordi de svigter hans traditionelle is.                                                      |          |                                                                  |                    |
| 94 | 93       | "Sis-KaBOOM-Bah!"                                                | 21. april 2006     |
| Geraldine Husk hjernevasker cheerleadere til at komme og befri hende fra WOOHP's fængsel.                                     |          |                                                                  |                    |
| 95 | 95       | "Beauty Is Skin Deep" "Skønhed er overfladisk"                   | 7. juni 2006       |
| En ond kvinde fastfryser folks ansigtsudtryk i forskellige typer humør.                                                       |          |                                                                  |                    |
| 96 | 96       | "Like, So Totally Not Spies – part 1" "Absolut ikke spioner – 1" | 5. juli 2006       |
| 97 | 97       | "Like, So Totally Not Spies – part 2" "Absolut ikke spioner – 2" | 12. juli 2006      |
| 98 | 98       | "The Suavest Spy" "Den blide spion"                              | 5. august 2006     |
| 99 | 99       | "Spy Soccer" "Fodbold og spioner"                                | 6. august 2006     |
| 100 | 100      | "Spies On The Farm" "Spioner på farmen"                          | 9. august 2006     |
| En gal farmer forvandler sine sønner og andre kødædere til grøntsagsmonstre.                                                  |          |                                                                  |                    |
| 101 | 101      | "Spies In Space" "Spioner i rummet"                              | 16. august 2006    |
| 102 | 102      | "Totally Busted – part 1" "Totalt afsløret – 1"                  | 22. september 2006 |
| 103 | 103      | "Totally Busted – part 2" "Totalt afsløret – 2"                  | 22. september 2006 |
| 104 | 104      | "Totally Busted – part 3" "Totalt afsløret – 3"                  | 22. september 2006 |

### Sæson 5 (2007-2008)
Pigerne kommer på Malibu Universitet, men de slipper hverken for missioner eller Mandy af den grund. Sidstnævnte suppleres desuden af sin kusine Mindy.
Afsnittet Totally Mystery Much? (Masser af Mystik) er en crossover med Martin Mystik, der også produceres af Marathon Production.
| Nr. | Originaltitel Dansk titel                                     | Første sendedag    |
| --- | ------------------------------------------------------------- | ------------------ |
| 105 | "Evil Graduation" "Ond dimission"                             | 15. april 2007     |
| 106 | "Evil Roommate" "Ond værelseskammerat"                        | 12. september 2007 |
| 107 | "Evil Professor" "Ond professor"                              | 19. september 2007 |
| 108 | "The Granny" "Bedstemor"                                      | 10. oktober 2007   |
| 109 | "Another Evil Boyfriend" "Endnu en ond kæreste"               | 15. oktober 2007   |
| 110 | "Return Of Geraldine" "Geraldine vender tilbage"              | 26. september 2007 |
| 111 | "Evil Sorority" "Ondt søsterskab"                             | 3. oktober 2007    |
| 112 | "Evil Gymnasts" "Onde gymnaster"                              | 24. oktober 2007   |
| 113 | "Evil Pizza Guys" "Onde pizzafyre"                            | 7. november 2007   |
| 114 | "Evil Shoe Designer" "Ond skodesigner"                        | 14. november 2007  |
| 115 | "Virtual Stranger" "Computerskabte skurke"                    | 21. november 2007  |
| 116 | "WOOHPersize Me!" "WOOHPtiser mig"                            | 16. november 2007  |
| 117 | "Evil Hotel" "Ondt hotel"                                     | 5. december 2007   |
| 118 | "Totally Mystery Much?" "Masser af Mystik"                    | 12. december 2007  |
| 119 | "Evil Sushi Chef" "Den Onde Sushikok"                         | 26. december 2007  |
| 120 | "Miss Spirt Fingers" "Frk. Fingernem"                         | 2. januar 2008     |
| 121 | "Mime World" "Mimeland"                                       | 13. januar 2008    |
| 122 | "Evil Mascot" "Den Onde Maskot"                               | 20. januar 2008    |
| 123 | "The Show Must Go On… Or Else" "Videre med Showet, Ellers..." | 27. januar 2008    |
| 124 | "Zero To Hero" "Fra Taber til Helt"                           | 3. februar 2008    |
| 125 | "WOOHP-tastic!" "WOOHP-tastisk"                               | 10. februar 2008   |
| 126 | "So Totally Not Groove-y" "Ballade i Grotten"                 | 17. februar 2008   |
| 127 | "Ho-ho-ho-no!" "Ho Ho Ho – Nej!"                              | 24. februar 2008   |
| 128 | "Totally Icky" "Totalt Ulæks"                                 | 2. marts 2008      |
| 129 | "Totally Dunzo – Part I" "Totalt Kaos – Del 1"                | 3. februar 2008    |
| 130 | "Totally Dunzo – Part II" "Totalt Kaos – Del 2"               | 10. februar 2008   |

### Sæson 6 (2013–2014)
| Nr. | Titel                             | Forfatter                                          | Første sendedag    |
| --- | --------------------------------- | -------------------------------------------------- | ------------------ |
| 131 | "The Anti-Social Network"         | Michelle & Robert Lamoreaux                        | 4. september 2013  |
| 132 | "Nine Lives"                      | Michelle & Robert Lamoreaux                        | 30. august 2013    |
| 133 | "Vide-o-no!"                      | Jeff Biederman                                     | 4. september 2013  |
| 134 | "Super Mega Dance Party Yo!"      | Nicole Demerse                                     | 5. september 2013  |
| 135 | "Pageant Problems"                | Amy Wolfram                                        | 6. september 2013  |
| 136 | "Grabbing the Bully by the Horns" | Grant Sauve                                        | 9. september 2013  |
| 137 | "The Wedding Crasher"             | Michelle & Robert Lamoreaux                        | 10. september 2013 |
| 138 | "Celebrity Swipe!"                | Nicole Demerse                                     | 11. september 2013 |
| 139 | "Super Sweet Cupcake Company"     | Michelle & Robert Lamoreaux                        | 12. september 2013 |
| 140 | "The Dusk of Dawn"                | Jeff Biederman                                     | 13. september 2013 |
| 141 | "Dog Show Showdown"               | Michelle & Robert Lamoreaux                        | 16. september 2013 |
| 142 | "Mandy Doll Mania!"               | Nicole Demerse                                     | 17. september 2013 |
| 143 | "Evil Ice Skater"                 | Jeff Biederman                                     | 18. september 2013 |
| 144 | "Inferior Designer!"              | Michelle & Robert Lamoreaux                        | 19. september 2013 |
| 145 | "WOOHP-Ahoy!"                     | Nicole Demerse                                     | 20. september 2013 |
| 146 | "Trent Goes Wild"                 | Reid Harrison, Michelle & Robert Lamoreaux         | 23. september 2013 |
| 147 | "Little Dude"                     | Grant Sauve                                        | 24. september 2013 |
| 148 | "Totally Switched Again"          | Nicole Demerse                                     | 25. september 2013 |
| 149 | "Clowning Around!"                | Charles-Henri Moarbes, Robert & Michelle Lamoreaux | 26. september 2013 |
| 150 | "Astro-Not"                       | Jeff Biederman                                     | 27. september 2013 |
| 151 | "Baddies on a Blimp"              | Reid Harrison, Michelle & Robert Lamoreaux         | 30. september 2013 |
| 152 | "Jungle Boogie"                   | Michelle & Robert Lamoreaux                        | 1. oktober 2013    |
| 153 | "Danger TV"                       | Grant Sauve                                        | 2. oktober 2013    |
| 154 | "Solo Spies"                      | Nicole Demerse                                     | 3. oktober 2013    |
| 155 | "So Totally Versailles! Part I"   | Michelle & Robert Lamoreaux                        | 19. juni 2013      |
| 156 | "So Totally Versailles! Part II"  | Michelle & Robert Lamoreaux                        | 23. juni 2013      |